# Genicanthus spinus
Genicanthus spinus là một loài cá biển thuộc chi Genicanthus trong họ Cá bướm gai. Loài này được mô tả lần đầu tiên vào năm 1975.

## Từ nguyên
Từ định danh của loài trong tiếng Latinh có nghĩa là "gai, ngạnh", hàm ý đề cập đến hàng gai đặc biệt lớn nằm trước ổ mắt.

## Phạm vi phân bố và môi trường sống
G. spinus chỉ được ghi nhận tại một vài hòn đảo thuộc Nam Thái Bình Dương, bao gồm: đảo Raivavae và Rurutu thuộc quần đảo Australes (Polynésie thuộc Pháp); đảo Ducie thuộc quần đảo Pitcairn; đảo Rarotonga thuộc quần đảo Cook.
Loài này sống gần các rạn san hô và đá ngầm ở mặt trước rạn ở độ sâu khoảng từ 30 đến ít nhất là 100 m.

## Mô tả
G. spinus có chiều dài cơ thể tối đa được biết đến là 35 cm. Chúng là loài dị hình giới tính rõ rệt.
Cá cái: tổng thể có màu xanh lam nhạt, hai thùy đuôi và vùng trên mắt hơi thẫm xanh hơn. Đuôi lốm lốm các vệt đen, trên cả các thùy. Cá đực có các dải sọc dọc màu đen ở thân trên và cuống đuôi (không kéo dài xuống phần bụng). Đỉnh đầu có các vạch xám; nửa dưới đầu, ngực và bụng trước lốm đốm xám. Vây lưng và vây hậu môn màu xám phớt vàng, viền xanh óng (vây lưng có một dải vàng nhạt dọc theo gốc). Đuôi màu xanh nhạt; thùy đuôi màu vàng nâu (dài hơn cá cái), viền xanh óng. Các vây còn lại trắng, hơi phớt xanh.
Số gai vây lưng: 15; Số tia vây ở vây lưng: 16–17; Số gai vây hậu môn: 3; Số tia vây ở vây hậu môn: 18–19; Số tia vây ở vây ngực: 16–17.

## Sinh thái
Thức ăn chủ yếu của G. spinus là động vật phù du. Chúng thường sống thành từng nhóm nhỏ với một con đực thống trị cùng bầy cá cái trong hậu cung của nó, và hợp thành đàn lớn khi cùng kiếm ăn.
G. spinus hầu như chưa được đánh bắt trong ngành buôn bán cá cảnh.

### Trích dẫn
- J. E. Randall (1975). "A revision of the Indo-Pacific angelfish genus Genicanthus, with descriptions of three new species". Bulletin of Marine Science. Quyển 25 số 3. tr. 393–421.